# Xenorhina bouwensi
Espèce
Synonymes
- Pseudengystoma bouwensi de Witte, 1930 "1929"

Statut de conservation UICN

 LC  : Préoccupation mineure
Xenorhina bouwensi est une espèce d'amphibiens de la famille des Microhylidae.

## Répartition
Cette espèce est endémique de Nouvelle-Guinée occidentale. Son aire de répartition concerne trois zones séparées : la péninsule de Doberai, les monts Wondiwoi dans la péninsule Wandammen et les Star mountains. Elle est présente entre 500 et 1 260 m d'altitude,.

## Étymologie
Cette espèce est nommée en l'honneur de M. J. Bouwens, qui était gouverneur civil à Manokwari.

## Publication originale
- de Witte, 1930 "1929" : Note préliminaire sur les Batraciens recueillis aux Indes Orientales Néerlandaises par S.A.R. le Prince Leopold de Belgique. Annales de la Société Royale Zoologique de Belgique, vol. 60, p. 131-135.